# 亚特兰大市政厅
亚特兰大市政厅（英語：Atlanta City Hall）是美国乔治亚州亚特兰大市政府的总部。它建于1930年，位于亚特兰大市中心西南米切尔街68号，靠近其他一些政府建筑，如乔治亚州议会大厦和富尔顿县法院。它是一座高层办公塔楼，与同一时期美国建造的其他几十座市政厅非常相似。该建筑具有新哥特式特征，为该市的一座历史地标。它是亚特兰大的第四座市政厅。
目前的市政厅，由G. Lloyd Preacher设计，于1930年2月完成。该建筑物位于威廉·特库姆塞·舍曼将军在亚特兰大战役之后，舍曼向大海进军（1864年9月- 11月）之前的占领军总部原址。这座房子是亚特兰大未被舍曼摧毁的少数几座建筑物之一。当时，它属于乔治亚州最高法院的法官Richard F. Lyon。该建筑于1983年7月13日列入国家史迹名录。